# زنبق پرتغالی
زنبق پرتغالی (نام علمی: Iris subbiflora) نام یک گونه از سرده زنبق است.